# The Shelter (альбом)
The Shelter(с англ. — «Убежище») — десятый студийный альбом американской христианской рок-группы Jars of Clay, вышедший 5 октября 2010 года с помощью лейблов Gray Matters и Essential Records. Альбом получил положительные отзывы музыкальных критиков и интернет-изданий.

## История
Shelter (Убежище) описывается как коллекция песен о сообществе, название которой было взято из старой ирландской пословицы «Люди живут, находя убежище друг у друга». В «Shelter» приняли участие 15 исполнителей, в том числе Эми Грант, Дерек Уэбб, Мак Пауэлл, Майк Донехи, Сара Гровс, Дэвид Краудер, Брэндон Хит и Одри Ассад.
Лид-сингл альбома «Out of My Hands» был доступен для бесплатного скачивания на официальном сайте группы в августе 2010 года.
В своей рецензии на альбом CBN пишет: «Главная сила The Shelter заключается не в его звездном составе и даже не в звездном производстве. Она в написании песен. Каждая песня содержит пронзительную духовную истину, которая направляет слушателя вертикально к поклонению. Возможно, это лучший альбом Jars of Clay со времен их победителя Грэмми, The Eleventh Hour.» -CBN.com.

## Отзывы
| Оценки критиков      | Оценки критиков |
| Источник             | Оценка          |
| -------------------- | --------------- |
| AllMusic             | [ 3 ]           |
| Christian Music Zine | [ 4 ]           |
| Christianity Today   | [ 5 ]           |
| Cross Rhythms        | [ 6 ]           |
| Jesus Freak Hideout  | [ 7 ]           |

Альбом получил положительные отзывы музыкальных критиков и интернет-изданий.
В Cross Rhythms отметили, что «Спустя 16 лет и 12 альбомов эти ветераны американской христианской рок-сцены выпускают, несомненно, один из лучших своих альбомов на сегодняшний день. Альбом „The Shelter“ был вдохновлен старой ирландской пословицей о поиске убежища в сообществе, что вполне уместно, поскольку Jars Of Clay привлекли небольшую армию друзей, включая Эми Грант, Дэвида Краудера и Сару Гроувс, к участию в записи. Но главным событием альбома должна стать песня „Shelter“, где ТобиМак, Брэндон Хит и Одри Ассад обогащают гипнотический, скандированный текст и создают нечто захватывающе прекрасное. С таким количеством разных исполнителей, участвующих в создании одного альбома, существовала опасность, что „The Shelter“ не сможет найти свою собственную идентичность, но, на самом деле, гости никогда не угрожают переиграть, а только усиливают этот уникальный и хорошо сделанный альбом».

## Список композиций
| №                   | Название                                                                                 | Длительность |
| ------------------- | ---------------------------------------------------------------------------------------- | ------------ |
| 1.                  | «Small Rebellions» (при участии Брэндона Хита)                                           | 4:48         |
| 2.                  | «Call My Name» (при участии Thad Cockrell, Audrey Assad)                                 | 4:08         |
| 3.                  | «We Will Follow» (при участии Gungor)                                                    | 4:09         |
| 4.                  | «Eyes Wide Open» (при участии Mac Powell (из Third Day), Derek Webb, Burlap to Cashmere) | 4:28         |
| 5.                  | «Shelter» (при участии Brandon Heath, Audrey Assad, Toby Mac)                            | 4:50         |
| 6.                  | «Out of My Hands» (при участии Mike Donehey (из Tenth Avenue North), Leigh Nash)         | 4:14         |
| 7.                  | «No Greater Love»                                                                        | 4:07         |
| 8.                  | «Run in the Night (Psalm 27)» (при участии Thad Cockrell)                                | 5:25         |
| 9.                  | «Lay it Down» (при участии David Crowder, Dawn Michele (из Fireflight)                   | 4:03         |
| 10.                 | «Love Will Find Us» (при участии Sara Groves, Matt Maher)                                | 5:45         |
| 11.                 | «Benediction» (при участии Эми Грант)                                                    | 2:52         |
| Общая длительность: | Общая длительность:                                                                      | 48:39        |